# Świerczyna (Sainte-Croix)
Pour les articles homonymes, voir Świerczyna.
Świerczyna est une localité polonaise de la gmina de Działoszyce, située dans le powiat de Pińczów en voïvodie de Sainte-Croix.